# 哥斯大黎加擬翼脂鯉
哥斯大黎加擬翼脂鯉，為輻鰭魚綱脂鯉目脂鯉亞目脂鯉科的其中一個種。分布於中美洲哥斯大黎加Grande de Terraba、Jicote與Pirris河流域，體長可達5.1公分，棲息在海拔0-680公尺的溪流、洄水區，以植物、藻類等為食，生活習性不明。